# Jack Günthard
Jack Günthard (Hirzel, Suiza, 8 de enero de 1920-Biel/Bienne, 7 de agosto de 2016) fue un gimnasta artístico suizo, especialista en el ejercicio de barra horizontal, gracias al cual consiguió ser campeón olímpico en Helsinki 1952.

## Carrera deportiva
Su mayor éxito fue conseguir la medalla de oro en las Olimpiadas de Helsinki 1952, mientras que su compatriota Josef Stalder y el alemán Alfred Schwarzmann quedaron en segundo y tercer lugar respectivamente. En esas mismas olimpiadas también logró la plata en el concurso por equipos, tras la Unión Soviética y por delante de Finlandia.
Dos años después, en el Mundial de Roma 1954, consiguió el bronce en el concurso por equipo; fue superado por los soviéticos y los japoneses, que ganaron respectivamente la medalla de oro y la de plata.